# Bitter Moon
Bitter Moon is een Frans-Britse dramafilm uit 1992 onder regie van Roman Polański. Het scenario is gebaseerd op de roman Lunes de fiel (1981) van de Franse auteur Pascal Bruckner.

## Verhaal
Het deftige Britse echtpaar Nigel en Fiona maakt een bootreis op de Middellandse Zee om er hun huwelijk nieuw leven in te blazen. Aan boord maken ze kennis met de invalide Amerikaanse schrijver Oscar en zijn aantrekkelijke, Franse vrouw Mimi. Oscar vertelt Nigel over zijn hartstochtelijke relatie, die hem invalide heeft gemaakt.

## Rolverdeling
| Acteur               | Personage           |
| -------------------- | ------------------- |
| Peter Coyote         | Oscar               |
| Emmanuelle Seigner   | Mimi                |
| Hugh Grant           | Nigel               |
| Kristin Scott Thomas | Fiona               |
| Victor Banerjee      | Mijnheer Singh      |
| Sophie Patel         | Amrita Singh        |
| Patrick Albenque     | Steward             |
| Smilja Mihailovitch  | Bridgespeler        |
| Leo Eckmann          | Bridgespeler        |
| Luca Vellani         | Dado                |
| Richard Dieux        | Feestvierder        |
| Danny Wuyts          | Orkestleider        |
| Daniel Dhubert       | Businspecteur       |
| Natalie Galán        | Meisje in de winkel |
| Eric Gonzales        | Kok                 |